# Șenhariivka, Zinkiv
Șenhariivka (în ucraineană Шенгаріївка) este un sat în comuna Perșotravneve din raionul Zinkiv, regiunea Poltava, Ucraina.

## Demografie
Componența lingvistică a localității Șenhariivka
     Ucraineană (99,56%)
     Alte limbi (0,44%)
Conform recensământului din 2001, majoritatea populației localității Șenhariivka era vorbitoare de ucraineană (99,56%), existând în minoritate și vorbitori de alte limbi.